# Clodoveo (nome)
Clodoveo  è un nome proprio di persona italiano maschile.

## Varianti
- Femminili: Clodovea[3][4]

### Varianti in altre lingue
- Bosniaco: Klodvig
- Catalano: Clodoveu[5]
- Ceco: Chlodvík
- Croato: Klodvig
- Danese: Klodevig
- Esperanto: Kloviso
- Estone: Chlodowech
- Finlandese: Klodvig
- Francese: Clovis[6]
- Germanico: Chlodovech[6]
- Inglese: Clovis
- Irlandese: Clóbhis
- Latino: Clodovicus[4][6], Clodoveus[4], Clodovæus[1]
- Lituano: Chlodvigas
- Norvegese: Klodvig
- Occitano: Clodovèu
- Olandese: Clovis
- Polacco: Chlodwig
- Portoghese: Clóvis
- Romeno: Clovis
- Slovacco: Chlodovik
- Spagnolo: Clodoveo[5]
- Svedese: Klodvig
- Tedesco: Chlodwig
- Ungherese: Klodvig

## Origine e diffusione
Si tratta di una forma allotropa di Luigi, Ludovico, Alvise, Aloisio e Aligi, tutti derivanti dal nome germanico Hlodwig, il cui significato è generalmente interpretato come "guerriero famoso" o "famoso in battaglia" (da hloda, "gloria", "fama", e wig, "battaglia").
Il nome è giunto in Italia per tradizione francone e latinizzato nella forma Clodoveus o Clodovicus (da un più antico Clodovechus); la sua diffusione, ad ogni modo, è scarsissima, accentrata perlopiù in Toscana ed Emilia-Romagna, e il nome è ricordato per essere stato portato da Clodoveo I, il re dei Franchi che convertì il proprio popolo al cristianesimo.

## Onomastico
Il nome Clodoveo di per sé è adespota, cioè non è portato da alcun santo, ma data l'affinità dei nomi, l'onomastico può essere festeggiato lo stesso giorno di Luigi o Ludovico.

## Persone
- Clodoveo I, re dei Franchi
- Clodoveo II, re dei Franchi
- Clodoveo III, re dei Franchi
- Clodoveo IV, re dei Franchi

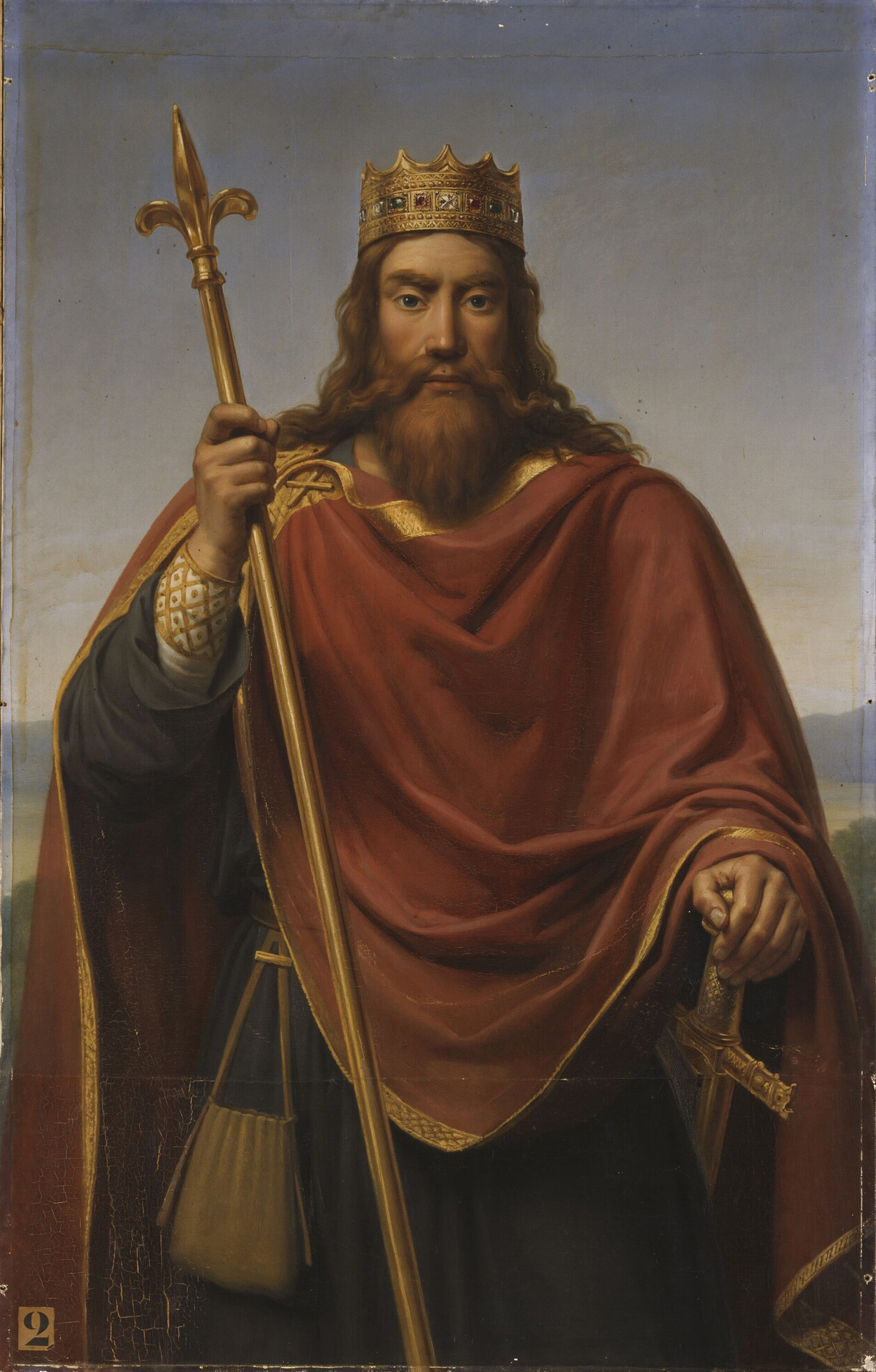
Clodoveo I

- Clodoveo d'Assia-Philippsthal-Barchfeld, nobile tedesco

### Variante Clovis
- Clovis Cornillac, attore francese
- Clovis Dupont, operaio e attivista francese

### Altre varianti
- Clóvis Francisco Pinto Simas, giocatore di calcio a 5 brasiliano
- Chlodwig zu Hohenlohe-Schillingsfürst, statista tedesco

## Il nome nelle arti
- Clovis Dardentor è un personaggio dell'omonimo romanzo di Jules Verne.
- Clodoveo è il pappagallo intelligente nei fumetti di Alan Ford e il Gruppo TNT di Max Bunker.